# Benozzo Gozzoli
Benozzo Gozzoli (c. 1421 – 1497) va ser un pintor italià del Renaixement florentí. És conegut sobretot pels seus murals al Palau Mèdici-Riccardi, en què representà processons vibrants i festives amb una meravellosa cura pel detall i una pronunciada influència de la pintura gòtica internacional.

## Aprenentatge
Nat Benozzo di Lese al poble de Sant'Ilario a Colombano al voltant de 1421, es va traslladar amb la seua família a Florència l'any 1427. Segons Giorgio Vasari, en la primera part de la seua carrera va ser deixeble i ajudant de Fra Angelico: hom creu que algunes de les obres del convent de Museu Nacional de San Marco de Florència van ser executades per Gozzoli sobre dibuixos d'Angelico. Entre 1444 i 1447 va col·laborar amb Lorenzo Ghiberti i el seu taller en les portes del Paradís del Battistero di San Giovanni.
El 23 de maig de 1447 es trobava a Roma amb Fra Angelico, cridats pel papa Eugeni IV per fer la decoració al fresc d'una capella del Palau Vaticà. Després va treballar fins al juny de 1448 a la Capella Nicolina, per al papa Nicolau V. L'any 1449 va fer un estendard amb la Mare de Déu i Infant per a l'església de Santa Maria sopra Minerva, potser sobre dibuix de Fra Angelico. A Roma va fer també, a Santa Maria in Aracoeli, un fresc de Sant Antoni i dos àngels. La darrera col·laboració de Benozzo amb Fra Angelico fou la volta de la Catedral d'Orvieto, a Úmbria.

## A Úmbria
L'any 1449 va deixar Fra Angelico i va traslladar-se a Úmbria. Posterior a 1450 és una Anunciació a Narni, signada OPU[S] BENOT[I] DE FLORENT[IA]. Al monestir de San Fortunato, prop de Montefalco, va pintar una Mare de Déu i Infant amb sants i àngels i altres tres obres. Una d'aquestes, el retaule que representa sant Tomàs rebent la cintola de mans de la Mare de Déu, es troba actualment al Museo Lateranense i mostra l'afinitat de l'estil primerenc de Benozzo amb el de Fra Angelico. Després va pintar al monestir de San Francesco a Montefalco, decorant-ne el cor amb tres sèries de temes sobre la vida del sant, amb diversos afegits, incloent-hi retrats del bust de Dant, Petrarca i de Giotto. Aquesta obra, acabada l'any 1452, encara es troba marcada per l'estil de Fra Angelico, però ací amb una major influència giottesca. A la mateixa església, a la capella de sant Jeroni, hi ha un fresc de Gozzoli que representa la Mare de Déu i sants, la Crucifixió i d'altres temes.
Va romandre a Montefalco (amb una interrupció a Viterbo) probablement fins a l'any 1456, utilitzant Pier Antonio Mezzastris com a ajudant. Llavors va traslladar-se a Perusa, on va pintar en una església una Mare de Déu i sants que avui dia es conserva a l'Acadèmia local.
Poc després va tornar a la seua nativa Florència, l'epicentre de l'art del Quattrocento. Entre 1459 i 1461 va pintar la que possiblement és la seua millor obra: els frescos dels Reis Mags a la Capella dels Reis Mags del Palau Mèdici-Riccardi, el Viatge dels Reis Mags a Betlem, i a la tribuna, una composició d'Àngels al Paradís. Gozzoli va hi inserir retrats de membres de la família Mèdici (especialment conegut és el de Lorenzo il Magnífico, jove) i també el seu autoretrat, amb el seu nom escrit al voltant del seu barret (vegeu il·lustració de dalt). La seua Mare de Déu i Infant amb sants de 1461, avui dia a la National Gallery de Londres, també pertany al període de la seua estada a Florència.

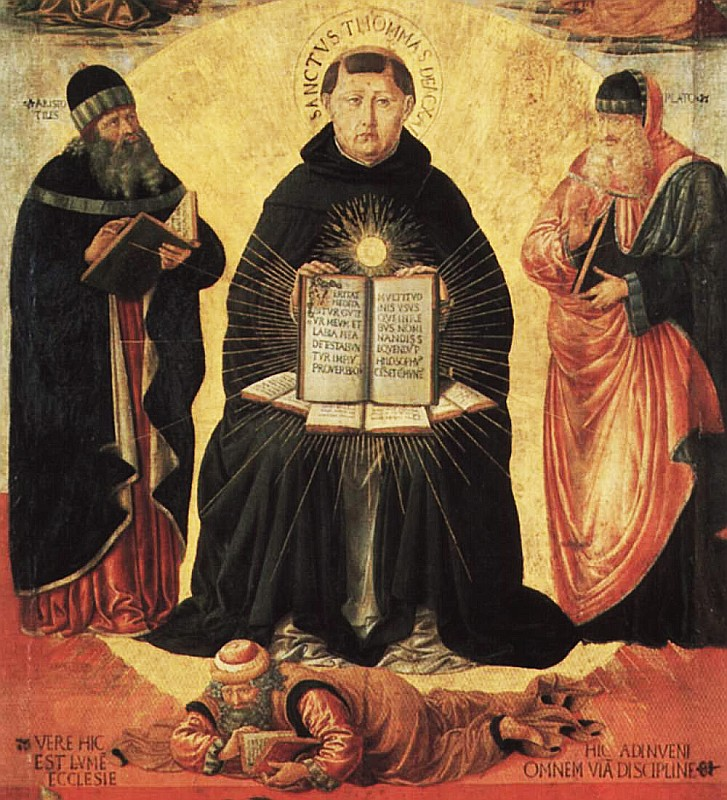
Detall de La glòria de sant Tomàs d'Aquino, París, Museu del Louvre.

## Darrers anys a la Toscana
L'any 1464 Gozzoli va deixar Florència per San Gimignano, on va fer algunes obres de gran mida; a l'església de Sant'Agostino, una composició de Sant Sebastià protegint la ciutat de la pesta del mateix any, 1464; sobre el cor de l'església, una triple sèrie d'escenes sobre llegendes de sant Agustí, disset temes des del seu ingrés a l'escola de Tagaste fins al seu funeral, amb alguns afegits; a la pieve de San Gimignano, el Martiri de Sebastià, i d'altres temes, així com altres obres a la ciutat i la seua rodalia. Ací el seu estil combina quelcom de Filippo Lippi amb elements originals, i hi va rebre ajuda de Giusto d'Andrea.
Va romandre a aquesta ciutat fins a l'any 1467, i el 1469 va començar les vastes sèries de pintures murals del Campo Santo de Pisa, a les quals el seu nom està especialment identificat. Hi ha vint-i-quatre temes de l'Antic Testament, des de la Invenció del vi per Noè a la Visita de la Reina de Saba a Salomó. El contracte era per tres temes a l'any per al voltant de deu ducats per cadascun. No obstant sembla que no es va acomplir estrictament el contracte, perquè només va fer de mitjana tres pintures cada dos anys. Potser la gran quantitat de figures i elements va ser acceptada com a explicació d'aquesta menor productivitat.

El gener de 1470 havia fet el fresc de Noè i la seua família, seguit per La maledicció del porc, la Construcció de la Torre de Babel (que conté retrats de Cosme de Mèdici, el jove Llorenç de Mèdici, Angelo Poliziano i d'altres), la Destrucció de Sodoma, la Victòria d'Abraham, les Esposalles de Rebeca i de Raquel, la Vida de Moisès, etc. A la Capella Ammannati, front a la porta del Campo Santo, va pintar també una Adoració dels Reis Mags, on apareix un autoretrat. 

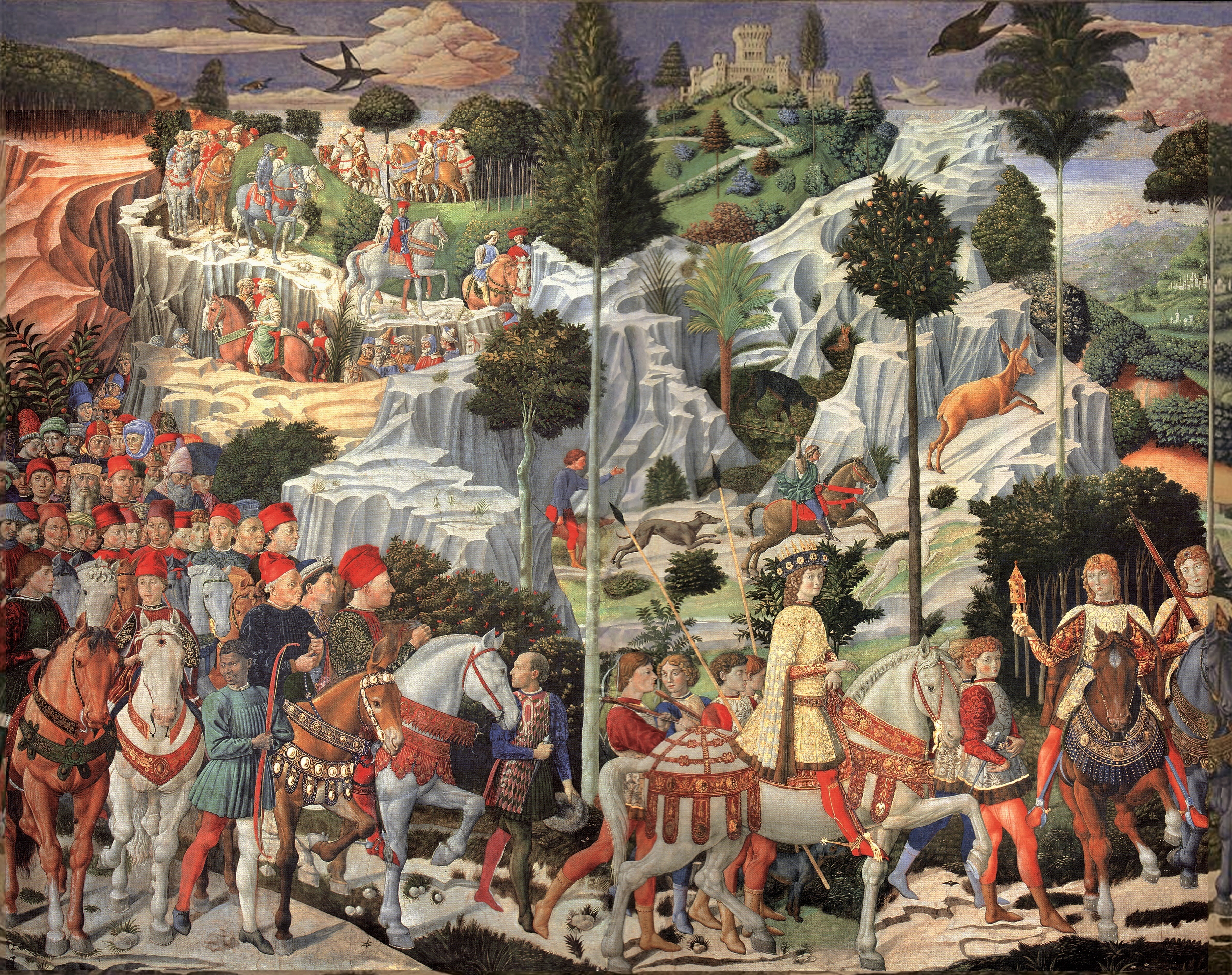
Els Reis Mags, fresc a la Capella dels Reis Mags de Palau Mèdici-Riccardi, Florència, 1459-1461.

Tota aquesta gran quantitat de treball, per a la qual probablement va comptar amb l'ajut de Zanobi Macchiavelli, va ser executada a més d'altres pintures durant la seua estada a Pisa (incloent-hi la Glòria de sant Tomàs d'Aquino, avui dia al Louvre), en el termini de setze anys, fins al 1485. Aquesta és la darrera data que pot ser assignada amb seguretat a una obra de la seua mà. Gozzoli va morir a Pistoia l'any 1497, potser de pesta.
L'any 1478 les autoritats de Pisa li havien fet donació, com a mostra de respecte, d'una tomba al Campo Santo. Posseïa una casa a Pisa, així com cases i terra a Florència.

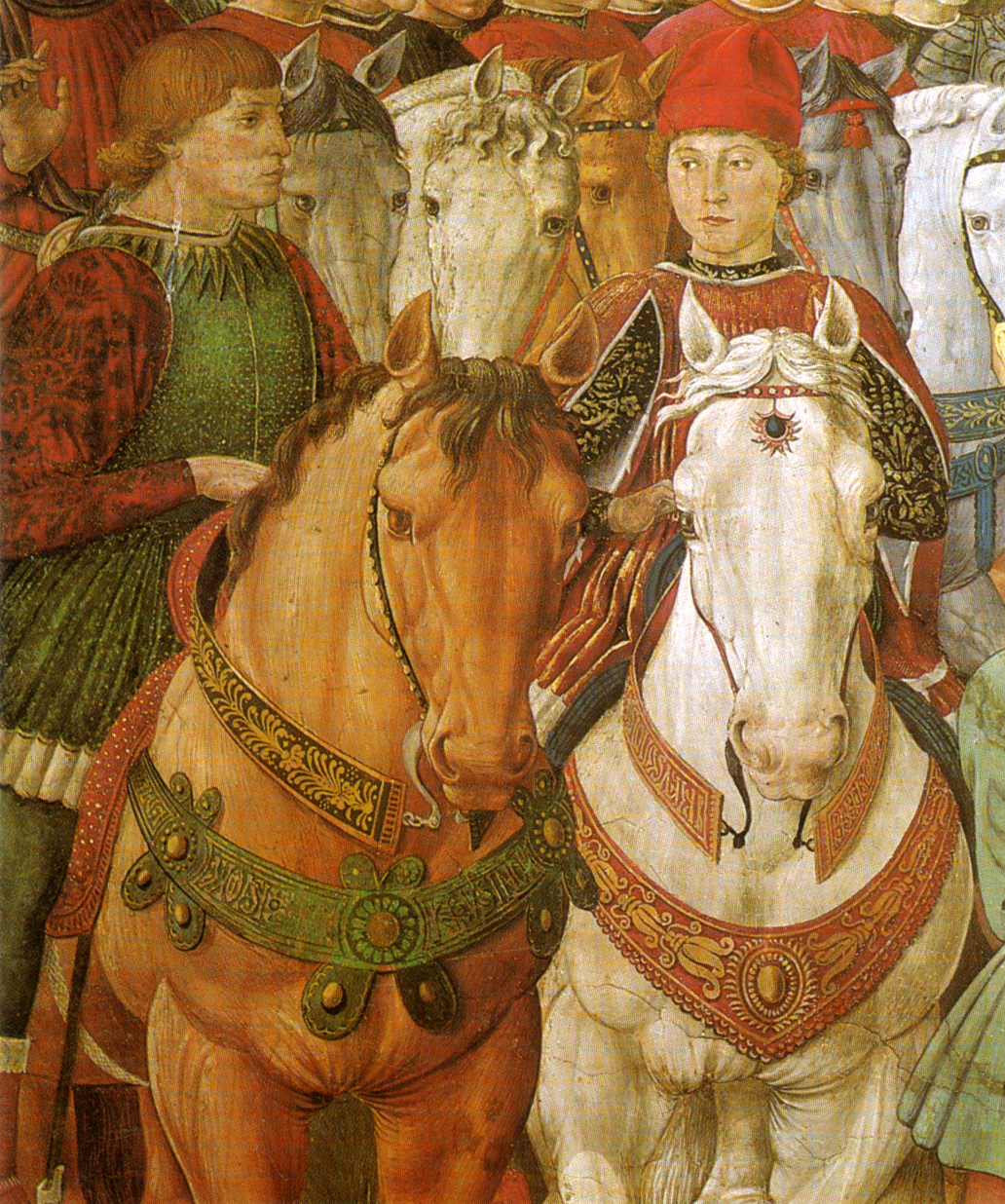
Detall

## Avaluació
Segons l'Enciclopèdia Britànica (11a Edició): «l'art de Gozzoli no pot rivalitzar amb el dels seus grans contemporanis ni en elevació ni en força, però resulta atractiu pel seu sentit del que resulta vistós, viu i abundós, tant en la representació de les persones com dels objectes. Els seus paisatges, farcits d'ocells i animals diversos, especialment gossos, són més variats i impactants que els de cap dels seus predecessors; les seues composicions estan plenes de figures, que resulten més convincents quan el tema és feliç i informal que quan s'hi requereix una intensitat tràgica o dramàtica o una acció caòtica: els seus colors són lluents i festius. El geni de Gozzoli va ser, en definitiva, més versàtil i referencial que genuïnament original; el seu dibuix mostra certes imperfeccions, especialment als contorns i la perspectiva, així com als seus elaborats edificis. En la pintura al fresc va usar la tècnica del tremp. Del seu incansable treball, la intensitat de la seua obra i el nombre de pintures produïdes en són les proves més convincents... En la rectitud de la seua vida es va dir que va seguir l'exemple del seu primer mestre, Fra Angelico.»

## Obres principals
- El rapte d'Helena (c. 1437-1439) -Pintura al tremp sobre taula, 51 x 61 cm, National Gallery de Londres
- Dones a la tomba (1440-1441) -Fresc, San Marco, Florència
- Adoració dels Reis Mags (1440-1441) -Fresc, San Marco, Florència
- Mare de Déu i Infant donant benediccions (1449) -Pintura al tremp sobre seda en un bastidor de fusta, 254 x 130 cm, Santa Maria sopra Minerva, Roma
- Mare de Déu i Infant entre sant Francesc i sant Bernardí de Siena ((1450) -Fresc, San Fortunato, Montefalco
- Sant Fortunat Entronitzat (1450) -Fresc, 200 x 110 cm, San Fortunato, Montefalco
- Mare de Déu i Infant (1450) -Fresc, 250 x 135 cm, San Fortunato, Montefalco
- Sant Antoni de Padua (1450s) -Taula, Santa Maria in Aracoeli, Roma
- Madonna della Cintola (1450) -Pintura al tremp sobre taula, 133 x 165 cm, Pinacoteca Vaticana, Vaticà
- Mare de Déu i Infant rodejats de sants (1452) -Fresc, San Francesco, Cappella di San Gerolamo, Montefalco
- La partida de sant Jeroni a Antioquia (1452) -Fresc, Cappella di San Gerolamo, San Francesco, Montefalco
- Sant Jeroni traient una espina de la pota d'un lleó (1452) -Fresc, Cappella di San Gerolamo, San Francesco, Montefalco
- Madonna and Child amb sant Francesc, sant Bernardí i Fra Jacopo (c. 1452) -Pintura al tremp sobre taula, 34 x 54 cm, Kunsthistorisches Museum, Viena
- Mare de Déu i Infant amb sant Joan Baptista, Pere, Jeroni i Pau (1456) -Pintura al tremp sobre taula, 122 x 212 cm, Galleria Nazionale dell'Umbria, Perusa
- Processó dels Reis Mags (1459-1460) -Frescos, Capella dels Reis Mags, Palau Mèdici Riccardi, Florència
- Mare de Déu i Infant (c. 1460) -Pintura al tremp sobre taula, 84.8 x 50.6 cm, Institute of Arts, Detroit
- Retaule de la Purificació (1461) -Pintura al tremp sobre taula, 158 x 171 cm, National Gallery de Londres
- Sant Domènec ressuscita Napoleone Orsini (1461) -Pintura al tremp sobre taula, 25 x 35 cm, Pinacoteca di Brera, Milà
- Caiguda de Simó el Mag (1461-1462) -Pintura al tremp sobre taula, 24 x 35,5 cm, Royal Collection, Hampton Court
- La dansa de Salomé (1461-1462) -Pintura al tremp sobre taula, 23.8 x 34.3 cm, National Gallery of Art, Washington
- Històries de sant Agustí (1464-1465) -Frescos, Sant'Agostino, San Gimignano
- Quatre Evangelistes (1464-1465) -Fresc, Sant'Agostino, San Gimignano
- Sants (1464-1465) -Frescos, Sant'Agostino, San Gimignano
- Sant Sebastià (1464-1466) -Fresc, 527 x 248 cm, Sant'Agostino, San Gimignano
- Martiri de sant Sebastià (1465) -Pintura al tremp sobre taula, 525 x 378 cm, Església de la Col·legiata, San Gimignano
- Matrimoni místic de santa Caterina (1466) -Pintura al tremp sobre taula, 90 x 50 cm, Pinacoteca Comunale, Terni
- Mare de Déu i Infant entre sant Andreu i sant Pròsper (Madonna dell'Umiltà; 1466) -Pintura al tremp sobre taula, 137 x 138 cm, Museo Civico, San Gimignano
- Triomf de sant Tomàs d'Aquino (1471) -Pintura al tremp sobre taula, 230 x 102 cm, Museu del Louvre, París
- La verema i l'embriaguesa de Noè (1469-1484) -Fresc, Camposanto, Pisa
- Històries de la Santa Verge (1484) -Frescos transferits, Biblioteca Comunale, Castelfiorentino
- Davallament de la creu (1491) -Oli sobre llenç, 180 x 300 cm, Museu Horne, Florèncioa